# Хатторі Хандзо
Хатторі Хандзо (яп. 服部 半蔵; ? 1542 — 23 грудня 1596), також відомий як Хатторі Масанарі (яп. 服部 正成) — самурай і полководець епохи Сенґоку, глава роду нінджя з провінції Іґа. У багатьох сучасних творах його зображують як найвеличнішого нінджю.
Спадковий васал роду Мацудайра, згодом відомого як рід Токуґава. Служив Токуґаві Іеясу у війнах становлення шьоґунату. За лютість у бою отримав прізвисько Диявол Хандзо (яп. 鬼 半蔵).

## Біографія
Батько Хандзо, Хатторі Ясунага, був нінджею з провінції Іґа. Хоча Хандзо народився і виріс у провінції Мікава, він проживав і в Іґі. Хандзо вважався відмінним фехтувальником, списоносцем і військовим тактиком. У 16 років уперше брав участь у бойових діях, у нічному нападі на замок Удо. Брав участь у битвах при Анеґаві (1570) і при Мікатаґахарі (1572), але його найцінніший внесок у справу Токуґави був після смерті Оди Нобунаґи в 1582 році. Після перевороту Токуґаві довелося терміново бігти з Осаки в Мікаву; Хандзо порадив маршрут через гори Іґи, так як був упевнений, що зможе переконати місцевих нінджь допомогти Токуґаві. Уночі він розвів сигнальні вогнища на горі й уже до ранку зібрав невеликий загін нінджь з Іґи та Коґи. Це дозволило загону Токуґави успішно дістатися до Мікави та не попастися військам Акети Міцухіде.
У 1590 році Токуґава переїхав в Едо (майбутній Токіо), і Хандзо був призначений командиром загону з 200 нінджь Іґи, який охороняв задні ворота замку.
Хатторі Хандзо помер своєю смертю в 1596 році у віці 55 років. Його спадкоємцем став вісімнадцятирічний старший син, теж на ім'я Масанарі, але в написанні іншими ієрогліфами (яп. 正 就). Масанарі-молодший отримав звання «Вербами-но-Камі», і його люди працювали в якості охоронців замку Едо.
Спадщина Хандзо — Ворота Хандзо (яп. 半蔵 門, Хандзо: мон) Імператорського (колишнього сьогунського) палацу в Токіо і лінія токійського метро Хандзомон (англ. Tokyo Metro Hanzōmon Line), яка проходить від центрального Токіо в південно-західному напрямку і названа на честь палацових воріт. Хандзо похований на кладовищі заснованого ним же храму Сайнен (яп. 西 念 寺) у Шінджюку в Токіо. У храмі також зберігаються його улюблені списи та його парадний шолом.